# José Salomón
José Salomón (ur. 9 lipca 1916 w La Placie – zm. 22 stycznia 1990) – argentyński piłkarz, obrońca (stoper).
Urodzony w La Placie Salomón karierę piłkarską rozpoczął w 1934 roku, grając w połączonej drużynie klubów CA Lanús i Talleres Remedios de Escalada. Po rozpadzie w latach 1935–1938 Salomów grał w barwach klubu Talleres.
W 1939 roku Salomón został piłkarzem klubu Racing Club de Avellaneda. W następnym roku razem z reprezentacją Argentyny wygrał turniej Copa Juan Mignaburu 1940.
Jako piłkarz klubu Racing wziął udział w turnieju Copa América 1941, gdzie Argentyna zdobyła tytuł mistrza Ameryki Południowej. Salomón zagrał we wszystkich czterech meczach - z Peru, Ekwadorem, Urugwajem (w 86 minucie zastąpił go Sabino Coletta) i Chile (jako kapitan drużyny).
Rok później wziął udział w turnieju Copa América 1942, gdzie Argentyna została wicemistrzem Ameryki Południowej. Salomón zagrał we wszystkich sześciu meczach - z Paragwajem, Brazylią (w 70 minucie zastąpił go Óscar Montañés), Ekwadorem, Peru, Chile i Urugwajem. W każdym meczu pełnił rolę kapitana zespołu. Wygrał także turniej Copa Lipton 1942, a rok później Copa Juan Mignaburu 1943.
Następnie wziął udział w turnieju Copa América 1945, gdzie Argentyna zdobyła tytuł mistrza Ameryki Południowej. Salomón zagrał we wszystkich sześciu meczach - z Boliwią, Ekwadorem, Kolumbią, Chile, Brazylią i Urugwajem. W każdym meczu był kapitanem drużyny. Zwyciężyły również w turnieju Copa Lipton 1945.
Nadal jako piłkarz klubu Racing wziął udział w turnieju Copa América 1946, gdzie Argentyna kolejny raz zdobyła tytuł mistrza Ameryki Południowej. Salomón jako kapitan zespołu zagrał we wszystkich pięciu meczach - z Paragwajem (w 57 minucie zmienił go José Manuel Marante), Boliwią, Chile, Urugwajem i w decydującym o mistrzostwie boju z Brazylią. W pierwszej połowie spotkania z Brazylią Salomón został brutalnie sfaulowany przez brazylijskiego napastnika Chico. Z powodu złamanej nogi został zniesiony z boiska - zmienił go Marante. Zajście doprowadziło do bijatyki między zawodnikami obu zespołów oraz do rozruchów na trybunach. Przerwa w meczu trwała aż 70 minut. Ciężka kontuzja oznaczała dla Salomóna koniec kariery reprezentacyjnej.
Po wyleczeniu kontuzji Salomón przeniósł się w 1947 roku do Urugwaju, gdzie występował w klubie Liverpool Montevideo. W 1950 roku zakończył karierę w klubie Talleres.
W lidze argentyńskiej Salomón rozegrał 311 meczów, natomiast w reprezentacji Argentyny - 44 mecze. Rozegrał 21 meczów podczas turniejów Copa América, co wspólnie w Oscarem Ruggerim czyni go pod tym względem rekordzistą w dziejach reprezentacji Argentyny.